# Fosses (Val-d’Oise)
Fosses ist eine französische Gemeinde mit 10.249 Einwohnern (Stand: 1. Januar 2022) im Département Val-d’Oise der Region Île-de-France; sie gehört zum Arrondissement Sarcelles und zum Kanton Fosses. Die Einwohner werden Fossatussiens genannt.

## Geographie
Fosses liegt am Flüsschen Ysieux, einem Zufluss der Thève, etwa 30 Kilometer nordwestlich von Paris. Umgeben wird Fosses von den Nachbargemeinden La Chapelle-en-Serval (Département Oise) im Norden, Survilliers im Osten, Saint-Witz im Südosten, Marly-la-Ville im Süden und Bellefontaine im Westen.

## Bevölkerungsentwicklung
| Jahr      | 1962 | 1968 | 1975 | 1982 | 1990 | 1999 | 2006 | 2011 |
| Einwohner | 1773 | 2209 | 6453 | 8832 | 9620 | 9998 | 9738 | 9574 |

## Gemeindepartnerschaften
- Kampti, Burkina Faso
- Serres, Zentralmakedonien, Griechenland
- Bil’in, Westjordanland, Palästina

## Sehenswürdigkeiten
- Kirche Saint-Étienne, erbaut zwischen 1170 und 1200, erweitert um 1230/1240, Monument historique seit 1913
- Kriegerdenkmal